# Tamás Kancsal
Tamás Kancsal (né le 17 novembre 1951 à Budapest) est un pentathlonien hongrois. Il participe aux Jeux olympiques d'été de 1976 où il remporte la médaille de bronze par équipe.

## Palmarès

### Jeux olympiques
- Jeux olympiques de 1976 à Montréal,  Canada
  -  Médaille de bronze dans l'épreuve par équipe[1].